# Clay County (Georgie)
Clay County je okres ve státě Georgie ve Spojených státech amerických. K roku 2010 zde žilo 3 183 obyvatel. Správním městem okresu je Fort Gaines. Celková rozloha okresu činí 562 km². Vznikl v roce 1854.